# Louka Matthys
Pour les articles homonymes, voir Matthys.
Louka Matthys, né le 31 décembre 1999 à La Louvière, est un coureur cycliste belge.

## Biographie

### Débuts et progression chez les amateurs
Louka Matthys évolue au Sprint 2000 Charleroi dans les catégories cadet (moins de 17 ans) et junior (moins de 19 ans). Il est ensuite recruté par le VCA Saint-Quentin en 2019, pour sa deuxième année espoirs (moins de 23 ans). « Puncheur-grimpeur », il se classe deuxième du Grand Prix de Tourteron en 2020,. 
En 2021, il intègre le club Dunkerque Grand Littoral. Avec cette formation, il remporte le Prix de Coucy-le-Château. Il finit également quatrième d'une étape du Tour du Pays de Montbéliard, inscrit au calendrier de l'UCI. Lors de la saison 2022, il s'impose au plus haut niveau amateur sur la Classique Puisaye-Forterre. Il obtient par ailleurs une douzaine de tops dix, en France mais aussi en Belgique. 
En 2023, il rejoint le CC Nogent-sur-Oise, avec pour ambition de devenir cycliste professionnel. Il ne délaisse pas pour autant son métier d'instituteur dans une école primaire de La Louvière, où il bénéficie d'horaires aménagées,. Sous ses nouvelles couleurs, il réalise sa meilleure saison en décrochant deux nouveaux succès et de nombreuses places d'honneur. Il termine notamment troisième du Grand Prix de Saint-Hilaire-du-Harcouët, de La Gainsbarre et des Trois Jours de Cherbourg, ou encore quatrième du Tour du Périgord, une manche de la Coupe de France N1. À partir du mois d'aout, il est enrôlé dans l'effectif de l'équipe Bingoal WB en tant que stagiaire. Grâce à ses bons résultats, il signe un premier professionnel avec cette formation wallonne pour les deux prochaines années.

### Carrière professionnelle
Louka Matthys fait ses débuts professionnels en février 2024 sur l'Étoile de Bessèges-Tour du Gard. Douze jours plus tard, il obtient son premier résultat notable en finissant dix-neuvième de la Classic Var.

## Palmarès
- 2020
  - 2e du Grand Prix de Tourteron
- 2021
  - Prix de Coucy-le-Château
- 2022
  - Classique Puisaye-Forterre
  - 3e du Grand Prix de Saint-Aubert
- 2023
  - Grand Prix de Vimy
  - Challenge Mayennais
  - 2e du Grand Prix de Brebières
  - 2e du Grand Prix de Neufchâtel-en-Saosnois
  - 3e du Grand Prix de Saint-Hilaire-du-Harcouët
  - 3e de La Gainsbarre
  - 3e du Prix des Grandes-Ventes
  - 3e des Trois Jours de Cherbourg

## Classements mondiaux
| Année                                 | 2023  | 2024  |
| ------------------------------------- | ----- | ----- |
| Classement mondial                    | 3043e | 1384e |
|                                       |       |       |
| Légende : nc = non classéSource : UCI |       |       |